# Arenal
Vulkan Arenal (špansko Volcán Arenal) je aktivni andezitni stratovulkan v severozahodni Kostariki, približno 90 km severozahodno od San Joséja, v provinci Alajuela, kantonu San Carlos in okrožju La Fortuna. Vulkan Arenal je visok najmanj 1633 metrov. Je stožčaste oblike s kraterjem s premerom 140 metrov. Geološko gledano Arenal velja za mlad vulkan in je ocenjen na manj kot 7500 let. Znan je tudi kot Pan de Azúcar, Canaste, Volcan Costa Rica, Volcan Río Frío ali 'Vrh Guatusos'.
Vulkan je bil več sto let mirujoč in je imel na vrhu 2 kraterja z manjšo aktivnostjo fumarol, pokritih z gostim rastlinjem. Leta 1968 je nepričakovano izbruhnil in uničil majhno mesto Tabacón. Zaradi izbruha so na zahodnih bokih nastali še trije kraterji, a le eden od njih obstaja še danes. Arenalov izbruh od leta 1968 do 2010 je deseti najdaljši vulkanski izbruh na Zemlji od leta 1750. Od leta 2010 je Arenal v mirovanju.

## Geografija in opis
Arenal je eden od sedmih zgodovinsko aktivnih kostariških vulkanov skupaj s Poásom, Irazújem, Miravallesom, Orosíjem, kompleksom Rincón de la Vieja in Turrialbom. Do leta 2010 je bil najbolj aktiven vulkan Kostarike in eden izmed desetih najbolj aktivnih vulkanov na svetu. Seizmologi ga preučujejo že vrsto let. Vulkan je v središču narodnega parka vulkana Arenal v severnem delu države, 15 kilometrov jugozahodno od okrožja La Fortuna v San Carlosu (kanton).
Območje vulkana Arenal je pomembno razvodje za jezero Arenal. Voda iz rezervoarja se uporablja za hidroelektrično energijo. Povezan je tudi z nacionalnim sistemom.
Arenal ima več eruptivnih odprtin. Chato je mirujoči stratovulkanski stožec. Domneva se, da je Chato prvič izbruhnil pred 38.000 leti v obdobju pleistocena in nazadnje izbruhnil pred približno 3500 leti. Chatito je lavina kupola z nadmorsko višino 1100 metrov. Espina je še ena lavina kupola.

## Geološka zgodovina
Arenal je najmlajši od vseh vulkanov v Kostariki. Znanstveniki so lahko njegovo delovanje datirali več kot 7000 let nazaj. Območje je ostalo večinoma neraziskano do leta 1937, ko je potekala dokumentirana ekspedicija za dosego vrha. Bruhal je od leta 1968 do leta 2010.

### 29. julij 1968
V ponedeljek, 29. julija 1968, ob 7.30 je nenadoma in silovito izbruhnil vulkan Arenal. Izbruhi so se neprekinjeno nadaljevali več dni in pokopali več kot 15 kvadratnih kilometrov s skalami, lavo in pepelom. Ko je bilo končno konec, so izbruhi ubili 87 ljudi in pokopali 3 majhne vasi – Tabacón, Pueblo Nuevo in San Luís – ter prizadeli več kot 232 kvadratnih kilometrov ozemlja. Pridelki so bili pokvarjeni, premoženje uničeno in veliko živine pobite.
Na vrhuncu svoje divje dejavnosti je vulkan metal velikanske skale – nekatere so tehtale več ton – več kot kilometer stran s hitrostjo 600 metrov na sekundo. Te eksplozije bi nato oblikovale tri nove aktivne kraterje.
Tri naselja so bila uničena na zahodni strani vulkana, naselje z imenom El Borio na vzhodni strani pa je ostalo nedotaknjeno in nepoškodovano. Priljubljen mit je, da se je El Borio po tem, ko je vulkan prenehal bruhati, preimenoval v La Fortuna, kar pomeni 'Sreča', kar se nanaša na njegovo srečo, da je vulkan izbruhnil na zahodu in ne na vzhodu. Prebivalci mesta so ga že pred izbruhom leta 1968 preimenovali v La Fortuna. 'Sreča' se nanaša na ravna, rodovitna zemljišča na tem območju, ki niso podobna grobemu, goratemu terenu, ki obdaja večino vulkana Arenal.

### Junij 1975
Med 17. in 21. junijem 1975 se je iz enega od kraterjev usulo več plazov. Vegetacija ob reki Tabacon je bila uničena in velika količina materiala je bila odložena na rečno strugo. Štiri močne eksplozije so v nebo odnesle tudi velike količine pepela. Pepel se je razpršil na razdalji 26 kilometrov.

### Marec 1996
V tem času je vulkan začel proizvajati redne tokove lave, ki so jih spremljale občasne eksplozije plinov. To je bila redna aktivnost vulkana do 5. maja 1998.

### 5. maj 1998
Vulkan Arenal je v torek popoldne, 5. maja 1998, doživel vrsto velikih izbruhov. Prvi izbruh je bil zabeležen ob 13.05. ko je razpadel del severozahodne stene kraterja. Med to eksplozijo so iz vulkana odletele velike količine lave, kamenja in pepela. Še en izbruh se je zgodil ob 14.20 z materialom, ki izvira iz istega dela kraterja.
Strokovnjak s kostariškega vulkanskega in seizmičnega observatorija je pojasnil, da izbruhi niso nič nenavadnega za vulkan. Kljub temu je bila ob tej priložnosti količina lave v kraterju znatno večja od običajne in se je izlilo več materiala. Tudi tokrat se je sprožil zemeljski plaz, saj je del stene kraterja odpadel na severozahodni strani. Ta pojav se pojavlja občasno, čeprav so bile tokrat posledice večje kot sicer.
Kot običajen previdnostni ukrep so oblasti razglasile rdeči alarm, zaprle cesto med La Fortuno in Tilaránom, ki poteka okoli severne strani vulkana, in evakuirale približno 450 ljudi (večinoma turistov) iz neposredne okolice, vključno z več hoteli in turističnimi centri. O poškodbah zaradi vulkanske dejavnosti ni poročil.
Ob 17.20 uri v torek je vulkan še vedno sproščal material, vendar se je aktivnost znatno zmanjšala.

### 7. maj 1998
Izbruhi 7. maja 1998 so poškodovali 2 kvadratna kilometra terena in uničili 400 x 100 metrov veliko območje zelenega gozda v bližini vulkana Arenal. V steni kraterja se je odprla razpoka, dolga 500 metrov  in globoka 10 metrov in ves material je zdrsnil po strani vulkana.
V tem dnevu so poročali o 23 izbruhih med 13.05 in 19.00, nato pa se je vulkan vrnil v normalno stanje. Oblasti niso poročale o neobičajnem obnašanju in narodni park so ponovno odprli isti teden. Lokalni seizmologi preiskujejo aktivnost vulkana, čuvaji parka pa še naprej odločno skrbijo za varnostni obseg.

### Oktober 2010
Zadnji sporočeni izbruh, prisotnost fumarol na vrhu, lokalni organi so pod zelenim opozorilom (mirno stanje).